# Bagan Laguh
Bagan Laguh is een bestuurslaag in het regentschap Pelalawan van de provincie Riau, Indonesië. Bagan Laguh telt 1203 inwoners (volkstelling 2010).